# U 235
U 235 war ein deutsches Unterseeboot der Klasse VII C, das im Zweiten Weltkrieg von der Kriegsmarine vor allem als Schulboot in der Ostsee Verwendung fand.

## Geschichte
Der Bau von U 235 wurde durch die Vergabe des Bauauftrages am 20. Januar 1941 die Friedrich Krupp Germaniawerft in Kiel beauftragt. Am 25. Februar des Jahres 1942 wurde der Kiel des Bootes mit der Baunummer 665 gelegt. Es lief am 4. November 1942 vom Stapel und wurde nach der erfolgten Restausrüstung unter Kapitänleutnant Goske von Möllendorf in Dienst gestellt. KL von Möllendorf war jedoch nur vom 19. Dezember 1942 bis zum 19. Januar 1943 der Kommandant, bevor er das Kommando an KL Klaus-Helmuth Becker übergab. Das Boot verfügte über ein Turmemblem, das vom Oberingenieur Helsing der Germaniawerft gewählt wurde: Ein schwarzer Schild mit drei Fischen der Stichling-Familie, den Steckdübeln, sowie ein Schwert, das von oben her durch den Schild stach. Oberingenieur Helsing schrieb dazu: »Steckdübel, du, so klein du mißt, stets kampfbereit und stachlig bist. Drum paßt der Bursch, so scheint es mir, prima zum U-Boot-Wappentier, zumal wie in Punkt B zu lesen, höchst ritterlich sein ganzes Wesen.«

## Der Luftangriff auf Kiel am 14. Mai 1943 und erster Untergang von U 235
Als am Freitag, dem 14. Mai 1943, die 8th Air Force einen großen Angriff auf Kiel flog, wurden viele Häuser zerstört und das Gelände der Germaniawerft beschädigt. U 235 wurde von einigen Fliegerbomben getroffen und sackte dadurch am Ausrüstungskai auf Grund, zudem verloren beim Luftangriff zwei Mitglieder der Besatzung das Leben. Auch ging das Schwimmdock 5 mit den Schwesterbooten von U 235, U 236 und U 237 unter. Am 31. Mai wurden U 235, U 236 und U 237 wieder gehoben und nach erfolgter Reparatur erneut in Dienst gestellt, jedoch wurden sie zu Schulbooten degradiert. U 235 erhielt einen neuen Kommandanten, da KL Becker ein neues Boot übernahm: den 21 Jahre alten OL Hans-Erich Kummetz, den Sohn des Generaladmirals Oskar Kummetz, der mit diesem Boot sein erstes und auch letztes U-Bootkommando erhalten hatte. Als Schulboot diente das Boot vom 29. Oktober 1943 bis zum 1. April 1945, als die Ausbildungsstützpunkte in Ostpreußen evakuiert wurde, bis es dann am 2. April 1945 der 31. U-Flottille, einer Ausbildungsflottille, als Frontboot unterstellt wurde.

## Gescheiterte Verlegung nach Norwegen und der endgültige Verlust des Bootes
Am 10. April 1945 erhielt U 235 den Befehl nach Norwegen zu verlegen und lief sofort aus Kiel aus. Dabei traf es am 14. April im Skagerrak auf Sehrohrtiefe auf einen deutschen Geleitzug, bestehend aus dem Zerstörer Friedrich Ihn, der Eisenbahnfähre Preußen und dem Torpedoboot T-17. Da das Boot einen Wasserstrudel durch seinen Schnorchel verursachte und für einen Torpedo gehalten wurde, gab die Preußen U-Bootalarm. Der Zerstörer Friedrich Ihn erteilte daraufhin dem Torpedoboot T-17 den Angriffsbefehl. Das Torpedoboot warf mehrere Wasserbomben auf das U-Boot, von welchen eine einen Volltreffer erzielte und U 235 zerstörte. An Bord von T-17 brach Gejubel aus, da man annahm, dass man ein feindliches Boot versenkt habe, bis die Leiche eines Offiziers an die Wasseroberfläche trieb und das Jubeln verstummte. Alle 47 Mann an Bord des U-Bootes kamen ums Leben. Es wurde später festgestellt, dass weder Kapitänleutnant Friedrich Huisgen noch die Kommandanten des Geleitzuges etwas voneinander wussten. Das Wrack liegt auf der Position 58° 09' N, 10° 48' O.

## Besatzung von U 235 bei dessen Verlust
| - Alfred Aulenbach - Paul Barz - Waldemar Bergmann - Erwin Bochholz - Otto Brehm - Georg Brög - Karl Dehn - Paul Erfurth - Helmut Fischer - Anton Franke - Horst Golde - Walter Götze | - Jens-Peter Groth - Himar Härth - Herbert Hartmann - Harro Henke - Karl Hillenbach - Friedrich Huisgen - Alfred Itzek - Arno Jakmann - Anton Jakobs - Otto Janson - Helmut Jurisch - Otto Kästner | - Otto Krambs - Max-Christian Kuhn - Hans Lommerzheim - Erwin Löser - Hermann Loos - Helmut Moritz - Herbert Müller - Herbert Neulinger - Günter Ott - Heinz Preuss - Gerhard-Willi Rockstroh - Helmut Rotter | - Bruno Ruchotzke - Walter Sahrharge - Alfred Schächinger - Otto Scherb - Günther Schilling - Günther Schmitz - Leo Schwenzfeier - Erich Steinborn - Erhard Stolzenau - Paul Surbach - Paul Thote - Erich Winkler |